# Station Kleve
Station Kleve (Duits: Bahnhof Kleve en tot 1927 Bahnhof Cleve) is het treinstation in de plaats Kleef in Duitsland.
Het station is geopend op 5 maart 1863 aan de Spoorlijn Keulen - Kranenburg. Later werd deze lijn doorgetrokken naar Nijmegen en kwamen er verbindingen naar Zevenaar en Rheinhausen. Hierdoor was het station in de 20e eeuw, tot 1988, een internationaal station op de route vanaf Düsseldorf via bijvoorbeeld Geldern, Kevelaer, Goch en Kranenburg naar Nijmegen. Dat jaar reed de laatste D-trein over deze spoorlijn. Vanaf dat jaar reden er alleen nog enkele lokale treinen, doorgaans niet langer dan één stuurstandrijtuig, met een Duitse diesellocomotief tot de sluiting in 1991.
Sinds 1991 is het een binnenlands eindstation aan de Linksniederrheinische Strecke, de spoorlijn tussen Düsseldorf en Kleef. Hoewel in de omgeving van het station de spoorrails in richting Nijmegen zijn verwijderd, is verderop de spoorlijn naar Nijmegen nog grotendeels intact. Het station wordt bediend door de Regional-Express 10 "Niers Express" die vanuit Düsseldorf via Krefeld naar Kleve rijdt.
Het station had vroeger ook een verbinding naar Rheinhausen, maar ook die lijn is sinds 1990 buiten gebruik. Nog langer geleden bestond er een spoorlijn Zevenaar - Kleef, waarvan de voertuigen bij Spyck tot 1926 met een spoorpont over de Rijn werden gezet. De lijn naar Spyck is in 1982 definitief opgeheven, hoewel de spoorbrug bij Griethausen als monument bewaard is gebleven.
Naast het station bevindt zich het busstation van de NIAG.

## Afbeeldingen

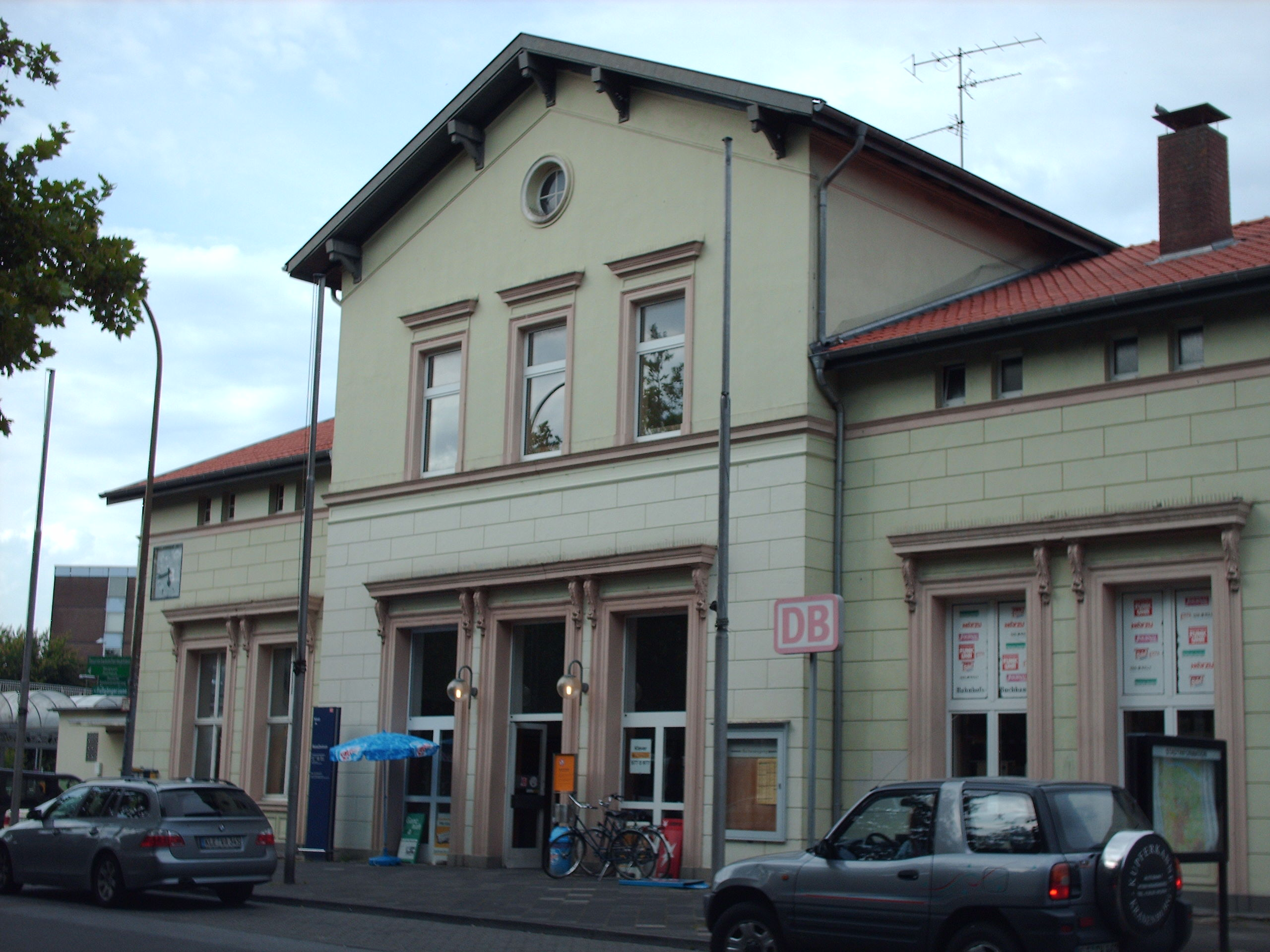
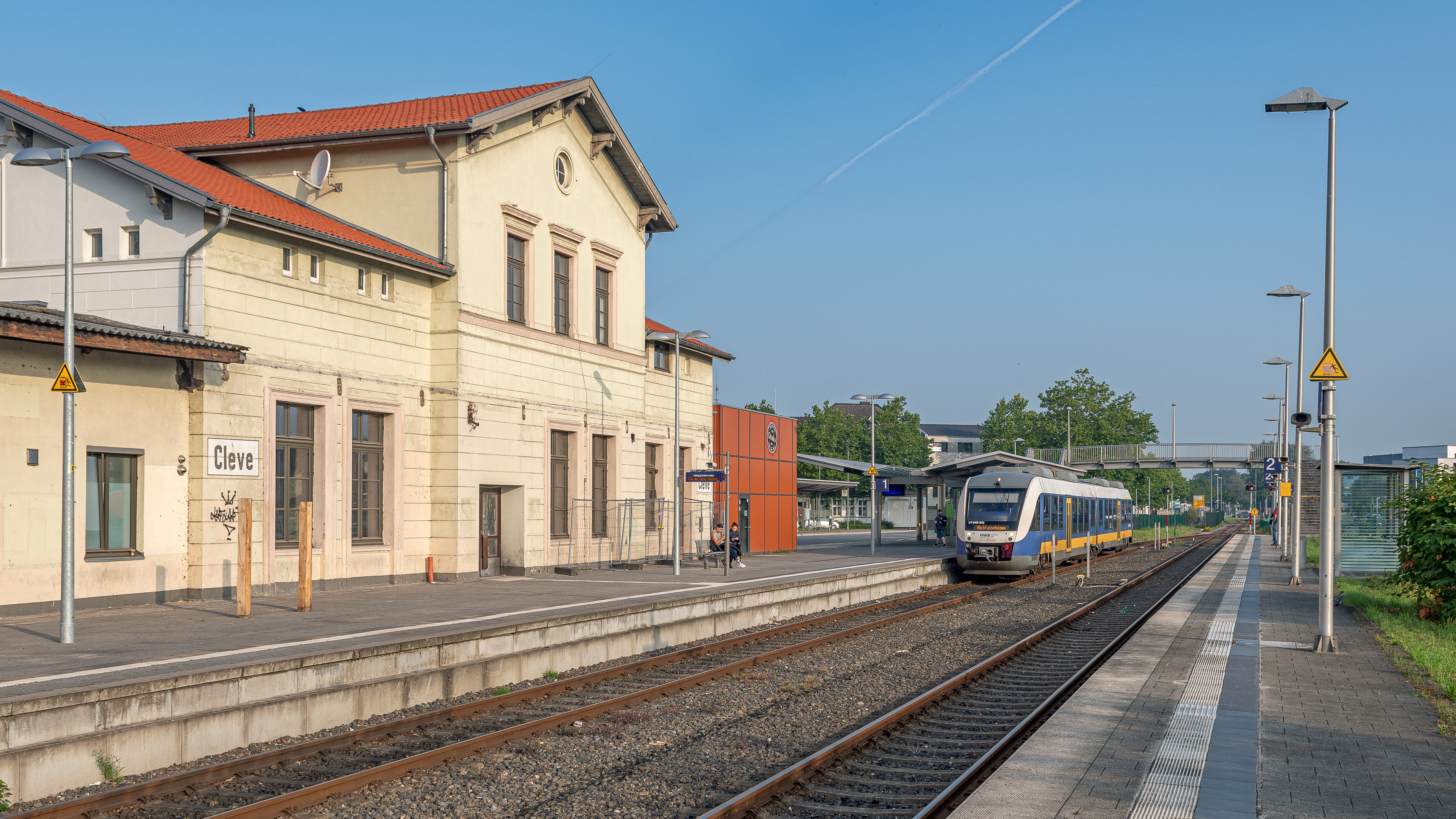